# Vivaldi Technologies
Vivaldi Technologies AS — норвежская компания, специализирующаяся на создании программного обеспечения, которая была основана в 2013 году Йоном фон Течнером, бывшим CEO компании Opera Software. Компания имеет рабочую область в инновационном доме в Глостере, штат Массачусетс. Штаб-квартира находится в столице Норвегии — Осло. По состоянию на февраль 2021 года в компании работает 55 сотрудников.

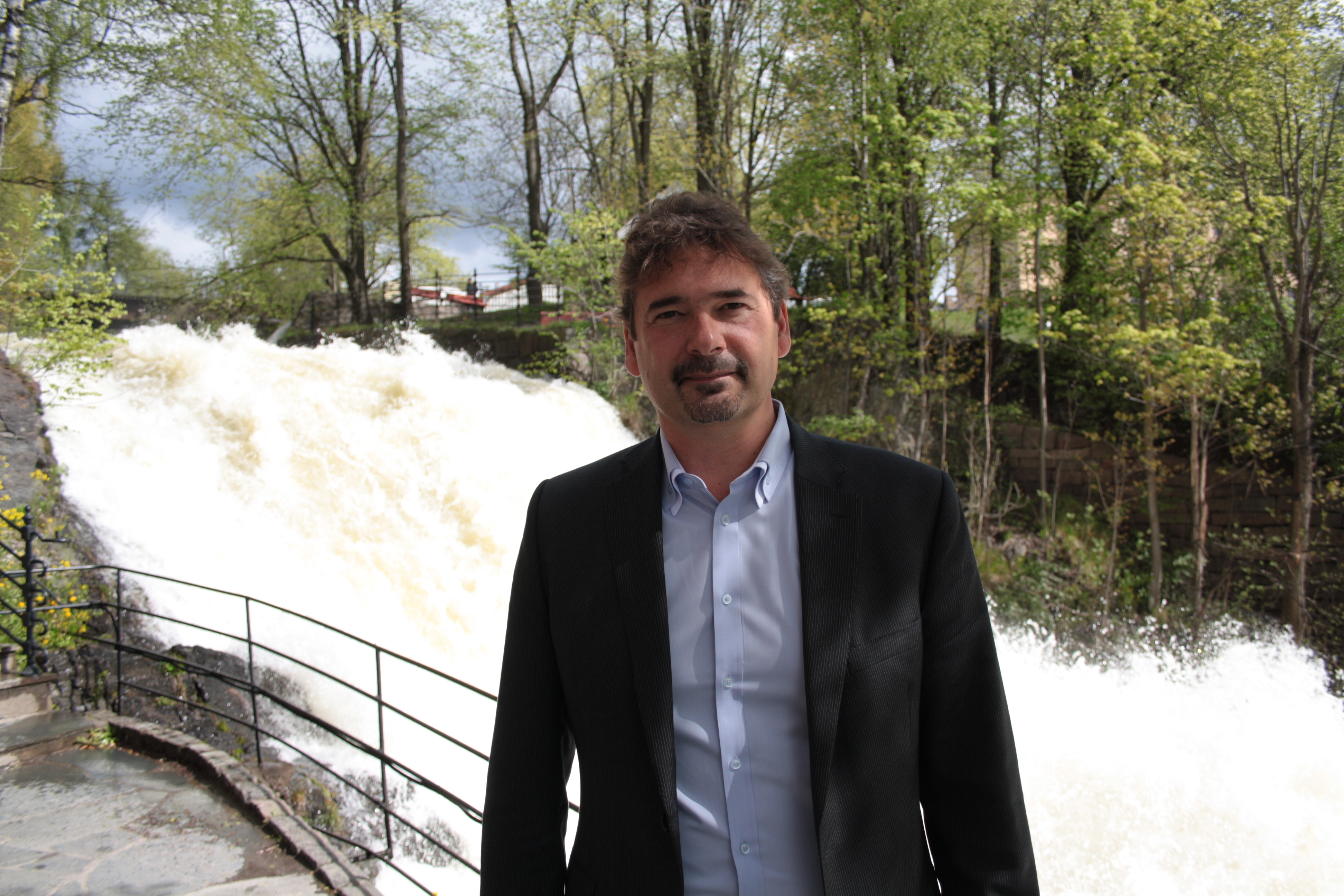
Йон Стефенсон фон Течнер — сооснователь компании

## Браузер Vivaldi
Vivaldi Technologies выпустила браузер Vivaldi в виде Tech Preview 27 января 2015 года. По заявлениям разработчиков, браузер Vivaldi нацелен на опытных пользователей, которые хотят больше пользоваться возможностями браузера по умолчанию, а не ставить расширения.
28 октября 2015 года Vivaldi Browser (канал YouTube) разместил два видео, одно из которых называется «Выбор», а другое «Почему мы создаем браузер?». Ролик «Почему мы создаём браузер?» был снят в инновационном доме в Глостере, штат Массачусетс. 6 апреля 2016 года вышла первая стабильная версия.

## M3 Mail Client
Разработчики намекнули, что они намерены включить M3 Mail Client в качестве встроенного почтового клиента в Vivaldi.

## Рабочая область
Компания имеет рабочую область в инновационном доме в Глостере, штат Массачусетс. Также у Vivaldi Technologies имеется инновационный дом в Рейкьявике. На компанию работают разработчики из Осло, Хельсинки и многих других городов мира.